# Valor (parti politique)
Valor (littéralement : Valeur ou Courage) est un parti politique guatémaltèque fondé en mai 1994 en tant que Parti libérateur progressiste (en espagnol : Partido Libertador Progresista ; PLP). Sa secrétaire générale est actuellement Ana Ingrid Bernat Cofiño.
En 2016, le parti renouvelle ses dirigeants et prend le nom de « Valor ».

## Histoire

### Parti libérateur progressiste

Logo du Parti libérateur progressiste utilisé de 1993 à 2017.

Son premier candidat à la présidence est Acisclo Valladares Molina, procureur général de la Nation, chef du ministère public et ambassadeur du Guatemala au Royaume-Uni.

### Refondation
Le 30 octobre 2016, le Parti libérateur progressiste demande le changement de son nom en « Valor » qui est officialisé début 2017. À l'époque, le parti comptait plus de vingt-sept mille membres. Dans les faits, il est le successeur du Front républicain guatémaltèque du fait de l'afflux de nombreux anciens membres de celui-ci. Le parti est dirigé depuis ses débuts par Ana Ingrid Bernat Cofiño. Le premier événement public du parti lieu le 26 mai 2017. Son chef est l'ancienne députée et candidate à la présidence en 2015, 2019 et 2023, Zury Ríos.

### Élections générales de 2019
Le 2 décembre 2018, Valor annonce la candidature présidentielle de Zury Ríos pour élections générales de 2019. Cependant sa candidature est disqualifiée par les tribunaux de justice qui considèrent qu'elle ne respecte pas les exigences constitutionnelles du fait qu'elle soit la fille de Efraín Ríos Montt, un ancien président de facto, malgré le fait qu'en 2015 elle avait été autorisée à se porter en tant que candidate.
Avant la campagne électorale de 2019, Valor devient la troisième force politique avec le plus grand nombre d’intentions de vote,. Au total, il obtient 9 députés au Congrès, 15 municipalités et 1 député au Parlement centraméricain.

### Élections générales de 2023
Début d'année 2022, une coalition électorale entre Valor et le Parti unioniste est annoncée pour participer aux élections générales de 2023. Le 11 décembre 2022, la coalition Valor-Unioniste annonce Zury Ríos comme son candidat présidentiel et Héctor Cifuentes comme son candidat vice-président. Le 27 janvier 2023, le Tribunal suprême électoral du Guatemala accepte la candidature. Le candidat à la présidence Edmond Mulet, par le biais de son parti Cabal, dépose une contestation contre son inscription, mais celle-ci est rejetée par les magistrats du tribunal électoral, il dépose ensuite des recours devant la Cour suprême de justice et la Cour constitutionnelle, mais ils sont également rejetés, laissant l'inscription de Ríos, lui permettant de participer aux élections qui ont lieu en juin.
Avant la campagne électorale de 2023, Valor connaît une hausse des intentions de votes et se profile comme l'une des plus grandes forces politiques du pays,. Cependant, tout au long de la campagne électorale, les préférences diminuent à tel point que dans certains sondages, la candidate à la présidence Ríos est apparue en dessous des trois premières places, dans les premières est dépassée par le tiktoker Carlos Pineda, l'ancienne première dame Sandra Torres et le diplomate et ancien député Edmond Mulet,. Finalement, lors de l'élection présidentielle du 25 juin, elle obtient la sixième place derrière les deux derniers et Manuel Conde, Armando Castillo et étonnamment Bernardo Arévalo qui réussit à passer au second tour. Cette baisse est vue par les analystes à un rejet du gouvernement de Giammattei auquel Rios et son parti ont toujours été liés parce que celui-ci a soutenu des initiatives et faisait partie de la direction du congrès que le parti au pouvoir a durant pendant les 4 ans.
Le 9 juin, le parti rejoint l'Union des partis latino-américains, devenant le 29e membre de l'organisation.

## Positionnements politiques
Valor se définit lui-même comme conservateur et de droite.

## Résultats électoraux

### Élections présidentielles
| Année                                     | Candidats                                 | Candidats                                 | Premier tour                              | Premier tour                              | Second tour                               | Second tour                               | Statut                                    |
| Année                                     | Président                                 | Vice-président                            | Voix                                      | %                                         | Voix                                      | %                                         | Statut                                    |
| En tant que Parti libérateur progressiste | En tant que Parti libérateur progressiste | En tant que Parti libérateur progressiste | En tant que Parti libérateur progressiste | En tant que Parti libérateur progressiste | En tant que Parti libérateur progressiste | En tant que Parti libérateur progressiste | En tant que Parti libérateur progressiste |
| ----------------------------------------- | ----------------------------------------- | ----------------------------------------- | ----------------------------------------- | ----------------------------------------- | ----------------------------------------- | ----------------------------------------- | ----------------------------------------- |
| 1995                                      | Acisclo Valladares Molina                 | Daniel Agustín Gonzales Estrada           | 80 761                                    | 5,21                                      | –                                         | –                                         | Non élu                                   |
| 1999                                      | Acisclo Valladares Molina                 | José Guillermo Salazar Santizo            | 67 924                                    | 3,10                                      | –                                         | –                                         | Non élu                                   |
| En tant que Valor                         |                                           |                                           |                                           |                                           |                                           |                                           |                                           |
| 2019                                      | Zury Ríos                                 | Roberto Molina Barreto                    | Interdiction de participer                | Interdiction de participer                | Interdiction de participer                | Interdiction de participer                | Non élu                                   |
| 2023                                      | Zury Ríos                                 | Héctor Cifuentes                          | 366 574                                   | 8,70                                      | –                                         | –                                         | Non élu                                   |

### Élections législatives
| Année                                     | Liste nationale                           | Liste nationale                           | Districts                                 | Districts                                 | Sièges                                    | +/-                                       |
| Année                                     | Voix                                      | %                                         | Voix                                      | %                                         | Sièges                                    | +/-                                       |
| En tant que Parti libérateur progressiste | En tant que Parti libérateur progressiste | En tant que Parti libérateur progressiste | En tant que Parti libérateur progressiste | En tant que Parti libérateur progressiste | En tant que Parti libérateur progressiste | En tant que Parti libérateur progressiste |
| ----------------------------------------- | ----------------------------------------- | ----------------------------------------- | ----------------------------------------- | ----------------------------------------- | ----------------------------------------- | ----------------------------------------- |
| 1995                                      | 70 565                                    | 4,13                                      | 54 651                                    | 3,76                                      | 0 / 158                                   | Nv                                        |
| 1999                                      | 84 197                                    | 3,98                                      | 91 484                                    | 4,30                                      | 1 / 158                                   | 1                                         |
| En tant que Valor                         |                                           |                                           |                                           |                                           |                                           |                                           |
| 2019                                      | 183 814                                   | 4,56                                      | 215 338                                   | 5,14                                      | 8 / 160                                   | 9                                         |
| 2023                                      | 229 814                                   | 5,51                                      | 197 538                                   | 4,41                                      | 8 / 160                                   | 1                                         |